# Altemar Dutra
Altemar Dutra de Oliveira (Aimorés; 6 de octubre de 1940 - Nueva York; 9 de noviembre de 1983), más conocido artísticamente como Altemar Dutra fue un cantautor de música popular brasileña, muy destacado en el género de bolero, intérprete de temas como Brigas, Sentimental Demais, O Trovador y Que Queres Tu de Mim. Una buena parte de sus canciones fue escrita por la dupla musical conformada por Evaldo Gouveia y Jair Amorim. Fue conocido como «El rey del bolero» en Brasil.

## Biografía
Comenzó su carrera actuando para la Radio Difusora de Colatina, en Espírito Santo -localidad a donde su familia se había mudado-, interpretando melodías de Francisco Alves. Antes de cumplir la mayoría de edad emigró a Río de Janeiro, portando una carta de recomendación destinada al compositor Jair Amorim, quien lo puso en contacto con sus amistades del medio artístico. Probó suerte como crooner en diversos centros de espectáculo.
Grabó su primer disco en el sello Tiger con el título:Saudade que vem (Magalhães y Célio Ferreira) y Somente uma vez (Luís Mergulhão e Roberto Moreira). Hacia 1963, fue llevado por Amorim al programa Boleros Dentro da Noite de Radio Mundial, el mismo año Joãozinho del Trío Yrakitan, lo presentó en Odeón en donde firmó contrato, consiguió colocarse en los primeros lugares de las listas de popularidad con el tema Tudo de mim (Evaldo Gouveia y Jair Amorim) logrando el ser conocido en todo Brasil.
En 1964 grabó con gran éxito: Que queres tu de mim, O trovador, Sentimental demais y Somos iguais (todas de Evaldo Gouveia y Jair Amorim). Destacó en América Latina, efectuando presentaciones en varios países y grabó un Larga Duración al lado de Lucho Gatica, bajo el título: El bolero se canta así. Conteniendo sus éxitos versionados al español; llegó a vender más de 500 mil copias tan solo en Latinoamérica. Después de dominar las listas de popularidad locales, ya para 1969, se lanzó a la conquista de Estados Unidos, convirtiéndose en poco tiempo en uno de los cantantes extranjeros más populares en la Unión Americana. Era anfitrión de un show para la comunidad latinoamericana, en el club nocturno El Continente, en Nueva York cuando falleció a los 43 años de edad a causa de un derrame cerebral.
Estuvo casado con la cantante Marta Mendonça, con quien tuvo dos hijos, Deusa Dutra y Altemar Dutra Junior, siendo este último, heredero de la tradición artística.

## Discografía
- 1963 - Mensagem
- 1963 - A Grande Revelação
- 1964 - Sentimental Demais
- 1964 - Que Queres tu de Mim
- 1965 - Eu te Agradeço
- 1966 - Sinto que Te Amo
- 1967 - Dedicatória
- 1969 - O Trovador das Américas
- 1970 - O Romântico
- 1971 - Altemar Dutra
- 1971 - Companheiro
- 1972 - A Força do Amor
- 1973 - Altemar Dutra
- 1974 - Enamorado
- 1975 - Amor de Pobre
- 1976 - Amigos
- 1977 - Sempre Romântico
- 1978 - Mais Sentimental
- 1979 - Altemar Dutra
- 1980 - Especialmente pra Você
- 1980 - Siempre Romántico - 25 Boleros Inolvidables
- 1981 - Eu Nunca Mais vou te Esquecer
- 1982 - Estranho Amor
- 1983 - Inédito
- 1984 - Altemar Dutra
- 1989 - O Trovador das Américas
- 1990 - Especial - Altemar Dutra
- 1992 - Nunca mais vou te Esquecer
- 1994 - Meus Momentos - Altemar Dutra
- 1997 - Meus Momentos Vol. II - Altemar Dutra
- 2000 - Bis- Altemar Dutra